# Клан Ерскін

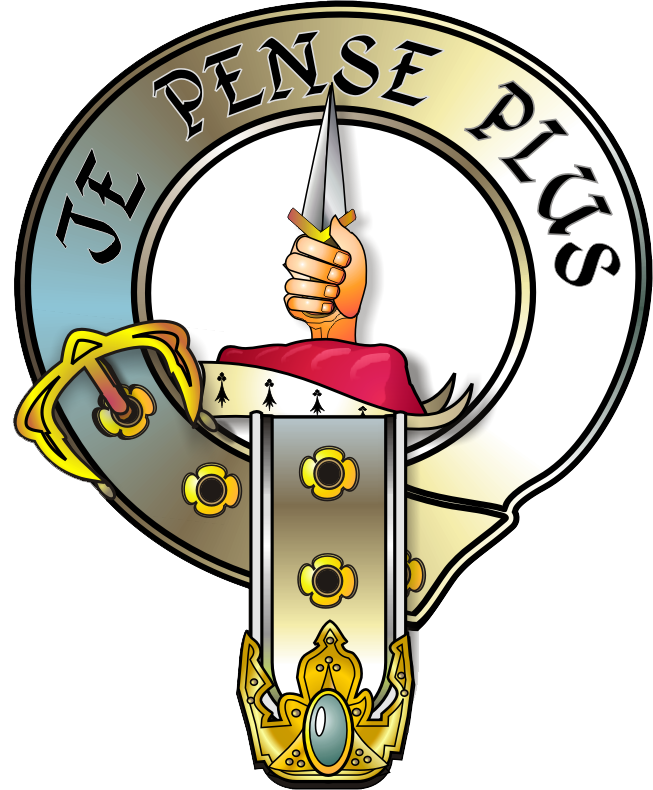
Гребінь клану Ерскін.

Герб вождів клану Ерскін.

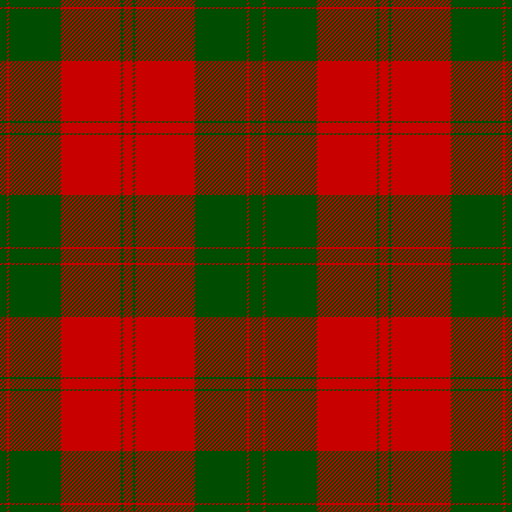
Тартан клану Ерскін.

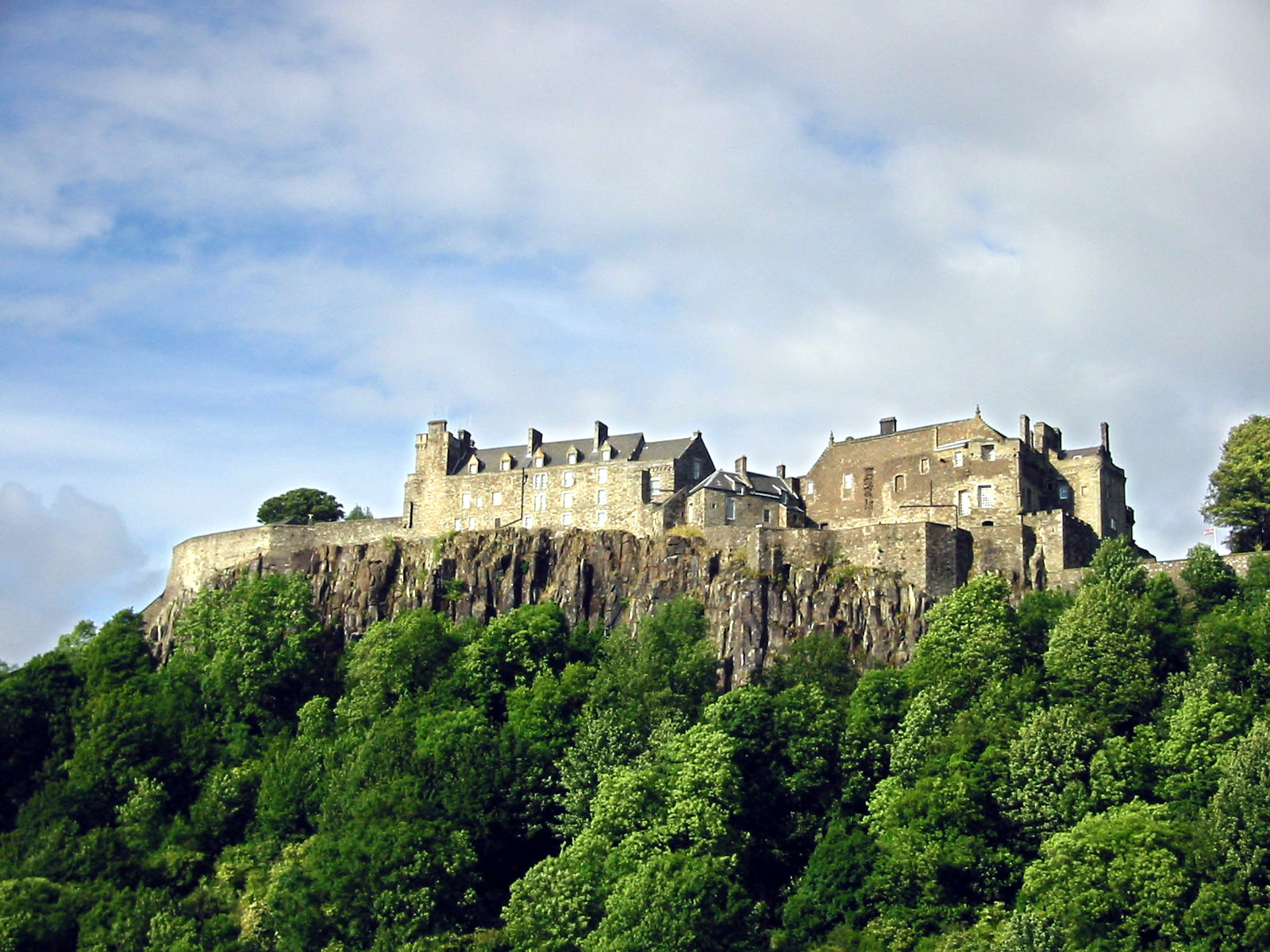
Замок Стерлінг.

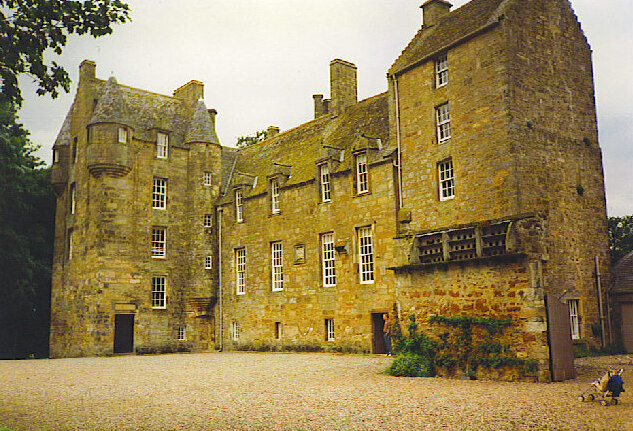
Замок Келлі.

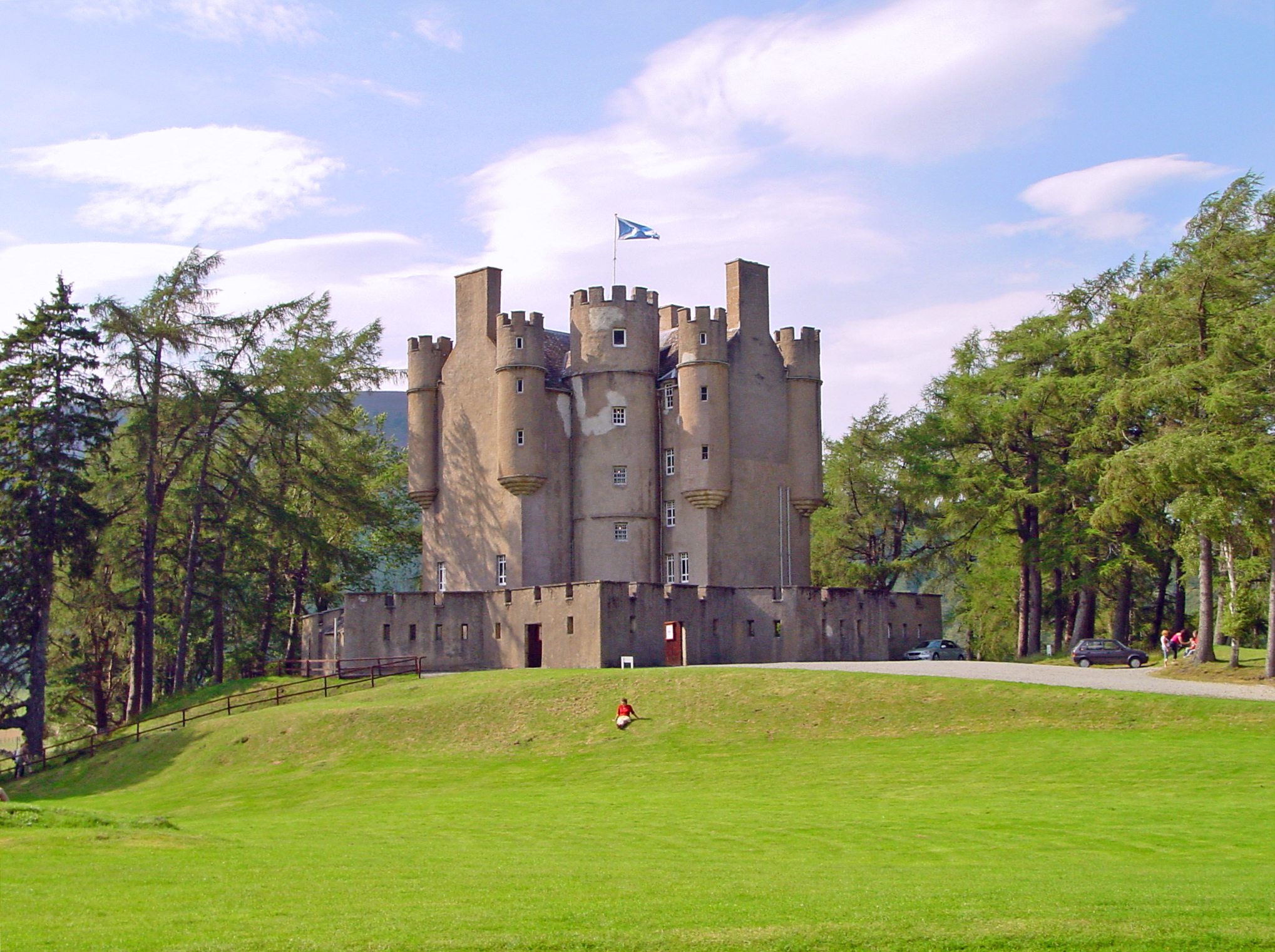
Замок Бремар.

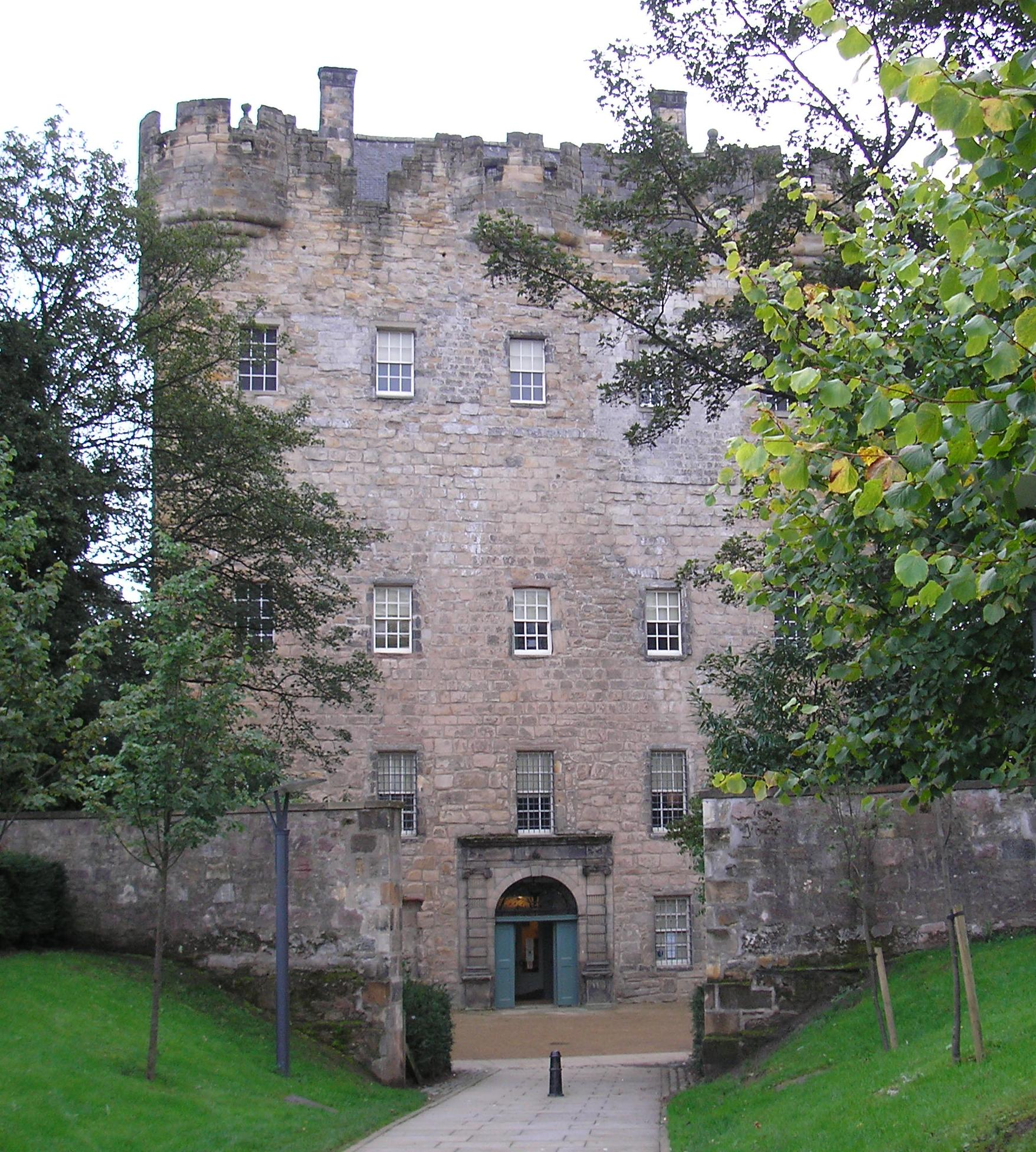
Замок Аллоа - родове гніздо вождів клану Ерскін.

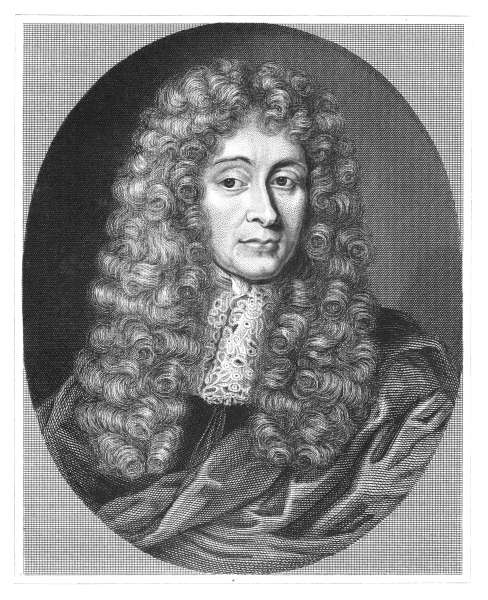
Джон Ерскін - граф Мар (1675 - 1732) - один з лідерів якобітів.

Клан Ерскін (шотл. - Clan Erskine, гельск. - Clan Arascain, Clan Air an Sgian) — клан Араскайн, клан Айр ан Сгайн — один з кланів рівнинної частини Шотландії — Лоуленду. У давні часи клан був одним з найвпливовіших кланів в Шотландії, вирішував політику королів та наближеної до короля шляхти.
Гасло клану: Decori decus addit avito - Він продовжує справу своїх предків (лат.)
Символ клану: червона троянда
Землі клану: Аллоа
Вождь клану: Джеймс Торн Ерскін (шотл. - James Thorne Erskine) - XIV граф Мар, XVI граф Келлі
Резиденція вождя клану: Замок Аллоа
Союзні клани: Брюс, Стюарт

## Історія клану Ерскін

### Походження клану Ерскін
Щодо походження назви клану Ерскін є різні думки. Є версія, що назва клану територіальна і походить від назви місцевості, де цей клан проживав - земля називалася Ерскін, була розташована на південь від річки Клайд у Ренфрю. Назва походить від бритського слова, що означало «Зелена Височина». Згідно іншої версії назва клану походить від гельского виразу Air an Sgian - «піднімаю ніж».

### XIII - XIV століття - війна за незалежність Шотландії
Перші згадки про клан Ерскін в історичних документах датуються початком XIII століття. У часи правління короля Шотландії Олександра II вождем клану Ерскін був Генрі де Ерскін - він згадується в документі за 1226 рік і вже тоді був власником вотчини і бароном. У цьому документі - грамоті графа Леннокс Генрі де Ерскін згадується як свідок щодо власності на землі Роснех абатства Пейслі. У серпні 1296 року його онук - Джон де Ерскін присягнув на вірність королю Англії Едварду І Довгоногому і підписав разом з іншими вождями шотландських кланів «Разман роллс». Не дивлячись на це клан підтримав повстання за незалежність Шотландії і провідника повстання - Роберта Брюса - майбутнього короля вільної Шотландії. Клан був пов'язаний родинними зв’язками з Робертом Брюсом - Джон де Ерскін мав сина Джона, старша дочка якого стала дружиною Томаса Брюса - брата короля. З другою дочкою Джона - Еліс взяв шлюб Волтер - лорд-упорядник Шотландії. Крім того, в нього був син, якого за доблесть прямо на полі бою посвятили в лицарі під королівським прапором.
За вірність короні король Шотландії Давид II призначив сера Роберта де Ерскіна каштеляном та охоронцем замку Стерлінг (цей привілей досі зберігається за вождем клану Ерскін), а в 1350 році Роберт де Ерскін став лордом та великим камергером Шотландії, юстиціарієм земель на північ від річки Форт. У 1371 році він ввійшов до шляхти, яка підтримала Роберта II - онука великого Роберта І Брюса і засновника династії Стюарт на троні Шотландії. У 1398 році король Роберт III дарував його сину Томасу Ерскіну баронство Аллоа.

### XV століття
Томас Ерскін був одружений з Джанет Кіт - спадкоємицею титулу граф Мар. Після смерті у 1435 році Олександра - графа Мар, сер Роберт Ерскін (син Томаса Ерскіна) висловив свої претензії на право носити титул графа Мар, але король Шотландії Яків І відхилив цю вимогу. У 1438 році Роберт отримав титул лорд Ерскін, а в 1457 році титул графа Мар був дарований клану Стюарт. У 1488 році під час заколоту вождів кланів проти короля, його син - Томас Ерскін - II лорд Ерскін бився за короля Якова III під час битви під Сочіберн і розділив з ним поразку.

### XVI століття
Після того, як трон Шотландії перейшов до лідера заколотників - Якова IV, Роберт Ерскін - IV лорд Ерскін став наближеним короля і 9 серпня 1513 року він разом зі своїм королем загинув у битві під Флодден. Його син Джон Ерскін - V лорд Ерскін ввійшов до складу охорони юного короля Якова V. Привілей охороняти принців Шотландії під час їх юнацтва зберігався за кланом протягом багатьох поколінь - клан Ерскін забезпечував охорону Марії Стюарт, Якова VI та його старшого сина Генріха - принца Уельського. Коли Яків V виріс, Джон Ерскін зберіг статус вірного наближеного короля і був присутній при його смерті в Фолклендському палаці в 1542 році.
У 1543 році дочка Якова V - Марія Стюарт була коронована в замку Стерлінг, комендантами якого були вожді клану Ерскін. Після нападу англійської армії Джон Ерскін сховав юну королеву в монастирі августинців Інхмахом, що був розташований на острові серед озера Ментіт і належав клану Ерскін. Один з чотирьох синів Джона Ерскіна - Роберт був вбитий під час битви під Пінкі 10 вересня 1547 року.
Син V лорда Ерскін, якого теж іменували Джон Ерскін теж був прибічником Марії Стюарт. Під час протестантської революції Джон - хоча він теж був протестантом - займав помірковані позиції. У 1559 році, будучи комендантом Единбурзького замку, він відмовився впустити туди армію Марії де Гіз, але після того як регентка втратила все, він дозволив знайти їй в замку свій останній прихисток, де вона і померла в 1560 році. У 1565 році Марія Стюарт дарувала Джону Ерскіну титул графа Мар, на який клан Ерскін претендував більше 100 років. Дружина графа Анабелла Мюррей була в дуже дружніх стосунках з королевою і одного разу королева відвідала родове гніздо вождів клану Ерскін Аллоа. Під час вагітності королеви граф забезпечив її безпеку, а потім і безпеку спадкоємця - майбутнього короля Якова VI.
Перші роки життя Якова VI пройшли в замку Стерлінг, де його товаришем дитячих забав був син графа Джон. Там же після зречення престолу Марії Стюарт пройшла коронація принца-дитини. Сестра Джона Ерскіна - Маргарет Ерскін у свій час була коханкою короля Якова V і народила від нього сина - Джеймса Стюарта - графа Мореї, що таким чином був братом Марії Стюарт. У 1567 - 1570 роках він був регентом Шотландії при малолітньому королю Якові VI. Але потім у 1570 році Джеймс Стюарт був вбитий. Після його смерті регентом Шотландії став сам граф Мар. Але він недовго займав цю посаду і помер у 1572 році.
Розквіт могутності клану припав на роки життя Джона Ерскіна - II грфа Мар. Він рів і вчився разом з королем Яковом VI, від якого був старший на чотири роки. Але не дивлячись на це в 1582 році він приєднався до Вільяма Рутвена у спробі державного перевороту. У 1583 році королівська влада була відновлена, і король Яків VI покарав свого колишнього товариша, позбавивши його посади каштеляна замку Стерлінг на користь свого фаворита графа Аррана і відправив у вигнання в Ірландію. У 1584 році граф Мар переїхав до Англії. Потім він та інші шляхетні вигнанці-протестанти повернулись в Шотландію і примусили короля змістити графа Аррану з посади голови уряду. Крім того, Джон Ерскін очолив армію чисельністю 8000 чоловік і повернув собі замок Стерлінг. З того часу він знову ввійшов до числа наближених до короля Якова VI і став одним з його радників і знову отримав довіру від короля. У липні 1595 року Яків VI власноручно видав указ, згідно якому Джон є відповідальним за охорону і освіту свого старшого сина, принца Генріха. Потім виник конфлікт між графом і королевою Анною Данською відносно опіки над принцом, але король став на сторону графа.

### XVII століття
Граф Мар довів свою вірність короні, підтримавши короля у його боротьбі з духовенством та клерикалами і підписав «П’ять пертський статей» - непопулярний законопроєкт реформи пресвітеріанської церкви, введення якого спровокувало повстання 1638 року. Не дивлячись на участь у перевороті 1584 року граф мав довіру короля - у 1601 році він знаходився з посольством в Англії, а в 1616 році був призначений на посаду лорда-скарбничого Шотландії, став наймогутнішою особою в Шотландії.
Через деякий час після смерті першої дружини Анни Драммонд, граф Мар зробив пропозицію леді Марії Стюарт - дочці Есме Стюарта - І герцога Леннокс - родича і фаворита короля. Але Джон був на 20 років старший за неї, мав спадкоємця титулу від першого шлюбу, Марія відмовила йому. Але тут втрутився король і заспокоїв кузину, пообіцявши, що якщо вона народить йому сина, то в нього буде титул. 10 червня 1610 року король подарував Джону Ескіну титул І лорда Кардросс і привілей передавати його не старшому сину, а будь кому зі своїх нащадків.
Марія стада дружиною Джона і народила 4 дочки і 5 синів. Старший син - Джеймс одружився з Марі Дуглас - графинею Бухан і внаслідок цього шлюбу став VI графом Бухан. Їх нащадки успадкували цей титул. Таким чином титул лорда Крдросса перейшов до другого сина Джона - Генрі та до його нащадків. Третій син - полковник Олександр Ерскін приєднався до Руху Ковенанторів і в 1640 році був вбитий. Джон Ерскін помер 14 грудня 1634 року в замку Стерлінг у віці 77 років і був похований в Аллоа. Після його смерті почався занепад могутності клану.
Його син Джон - III граф Мар у 1610 році був нагороджений Орденом Лазні, брав участь в роботі Сессіонного суду Шотландії і з 1615 року став таємним радником короля. Але в 1638 році Карл І забрав у нього право бути каштеляном замку Стерлінг і замість нього призначав на цю посаду генерала Рутвена. У тому ж році, маючі фінансові проблеми, грав продав баронство Ерскін, потім у 1641 році на вимогу короля продав йому посади бал’ї Стерлінгу та Форта, але грошей за них так і не отримав. Деякий час Джон Ерскін підтримував Рух Ковенанторів, а в 1653 році помер.
Його син - IV граф Мар, якого теж звали Джон Ерскін, наслідуючи батька теж підтримав Рух Ковенанторів, але потім перейшов на бік короля, проте це не допомогло йому - роялісти помстились йому - у 1645 ірландська піхота з армії маркіза Монтроз розрабувала замок Аллоа та прилеглі землі. Щоб підтвердити свою лояльність, граф влаштував прийом для маркіза та для його оточення, чим викликав обурення ковенанторів, а їх лідер маркіз Аргайл пообіцяв спалити вщент замок Аллоа. Після переможної битви під Кінсайт граф Мар приєднався до армії роялістів і в вересні того ж року брав участь у битві під Філіпхоу, але ганебно втік з поля бою і за це був відправлений вчити новобранців в табір під Бремаром.
Після перемоги Кромвеля він був оштрафований на велику суму, а в 1654 році у нього були конфісковані всі землі. Під час громадянської війни він жив у невеликій хатці біля воріт свого колишнього замку і, крім всього іншого, незабаром осліп. На початку реставрації король Карл II відновив влолодіння графа, але той не зміг пережити всі біди, які звалилися йому на голову і помер у 1688 році.

### XVIII століття
Його онук - VI граф Мар знову носив ім’я Джон Ерскін і був одним із лідерів повстання Якобітів 1715 року, але виявився вкрай невдалим полководцем і це було однією з причин поразки повстання. Граф втік до франції у 1721 році  і прийняв від Георга І пенсію в розмірі 3500 фунтів. Останні роки життя він провів у Парижі та в Ахені, де і помер у 1737 році. Потім вимерли інші гілки клану.

### XIX століття
Титул графа Мара був відновлений тільки в 1824 році. У 1866 році Джон Гудив-Ерскін (прямий нащадок померлого IX графа) та Волтер Ерскін (спадкоємець по чоловічій лінії) почали суперечку з приводу хто має володіти титулом графа. Вони звернулись з клопотанням в Палату Лордів і ситуація була вирішена доволі незвично - обидва претенденти отримали титул графа Мар.

## Графи Бухан
18 червня 1615 року Джеймс Ерскін - старший син Джона Ерскіна - II графа Мар від другого шлюбу одружився з Мері - дочкою Джеймса Дугласа - V графа Бухан. Мері була єдиною дитинною графа від шлюбу з Маргарет Огілві, то вона успадкувала титул і всі його землі, а до її чоловіка перейшов титул VI графа Бухан. Їх син Джеймс - VII граф Бухан під час Славетної революції лишився вірним Якову II, за що був кинутий за ґрати в замку Стерлінг. У 1695 році він помер не лишивши спадкоємця і титул його відійшов до родича з іншої гілки клану - Девіду Ерскіну - IV лорду Кардросс. Найбільш відомий представник цієї гілки - барон Томас Ерскін - відомий оратор суду кінця XVIII - початку XIX століття.

## Графи Келлі
Титул граф Келлі був подарований у 1619 році серу Томасу Ерскіну - нащадку молодшого сина IV лорда Ерскіна королем Яковом VI. З юних років він був вірним соратником короля, за що отримав титул віконт Фентон, а потім і графа Келлі. У 1639 році Томас помер. Йому успадкував онук, якого теж звали Томас, а після його смерті у 1643 році - Томас помер бездітним - титул перейшов до його брата Олександра. Олександр Ерскін - III граф Келлі був вірним підданим короля Карла І, за що Кромвель кинув його за ґрати в Тауер і конфіскував всі його землі. Пізніше йому дозволили відправитись у «добровільне» вигнання. У Шотландію він повернувся після реставрації монархії.
Його онук - V граф Келлі брав участь у повстання якобітів у 1745 році, за що три роки просидів за ґратами в замку Единбурга. Він був одружений з леді Джанет Піткерн - дочкою шотландського лікаря Арчібальда Піткерна. У 1756 році Олександру успадкував його син Томас - VI граф Келлі. Він був популярним композитором свого часу, вів богемний спосіб життя і захоплювався вживанням спиртних напоїв. Томас помер не лишивши спадкоємців у 1781 році. Титул перейшов до Арчібальда Ерскіна, але він не був одружений, і після його смерті новим графом Келлі став його родич сер Чарльз Ерскін Камбо. Чарльз теж помер так і не одружившись і титул перейшов до IX графа Мар.

## Титули вождів клану
- Лорд Ерскін — титул був утворений указом короля Шотландії в 1438 році і дарований Роберту Ерскіну.
- Граф Мар — титул був подарований Джону Ерскіну в 1565 році указом королеви Марії Стюарт, хоча на цей титул вожді клану Ерскін претендували з 1435 року.
- Лорд Кардросс — титул був створений в 1610 році указом корони і став передаватися нащадкам Джона Ерскіна - II графа Мар та леді Марії Стюарт.
- Граф Бухан — було даровано в 1615 році Джеймсу Ерскину - сину II графа Мар, що взял дружиною Мері Дуглас - графиню Бухан, і внаслідок цього шлюбу титул передавався їх нащадкам.
- Граф Келлі — титул був подарований в 1619 році Томасу Ерскіну указом короля Якова I.

## Замки клану Ерскін
- Замок Аллоа-тауер (шотл. - Alloa Tower) - розташований в місті Аллоа, адміністративному центрі Клакманнанширу. Замок побудований в XIV столітті і є одним з найкраще збережених середньовічних замків. Вожді клану Ерскін жили в цьому замку протягом багатьох століть.
- Замок Стерлінг (шотл. - Stirling Castle) - розташований в Стерлінгу. Замок не належав безпосередньо клану Ерскін, але вожді клану були каштелянами цього замку з часів короля Давида II. Досі вожді клану мають цю почесну посаду.
- Замок Бремар (шотл. - Braemar Castle) - знаходиться недалеко від селища Бремар в Абердинширі. Бул побудований в 1628 році Джоном Ерскіном - VII лордом Ерскін.
- Замок Келлі (шотл. - Kellie Castle) - розташований в чотирьох милях від Піттеніуму в Файфі. У 1613 році його придбав Томас Ерскін, через 6 років йому було подаровано титул графа Келлі. Клан Ерскін володів цим замком до 1948 року.